# Вичевское сельское поселение
Вичевское сельское поселение — муниципальное образование в составе Кумёнского района Кировской области России.
Центр — посёлок Вичевщина.

## История
Вичевское сельское поселение образовано 1 января 2006 года согласно Закону Кировской области от 07.12.2004 № 284-ЗО.

## Население
| 2010  | 2012  | 2013  | 2014  | 2015  | 2016  | 2017  |
| ----- | ----- | ----- | ----- | ----- | ----- | ----- |
| 1856  | ↘1840 | ↗1844 | ↗1875 | ↘1859 | ↘1849 | ↘1833 |
| 2018  | 2019  | 2020  | 2021  |       |       |       |
| ↘1818 | ↘1747 | ↘1681 | ↗1694 |       |       |       |

## Состав
В состав поселения входят 21 населённый пункт (население, 2010):
| - посёлок Вичевщина — 1250 чел.; - деревня Бадруженки — 0 чел.; - деревня Балезенки — 0 чел.; - деревня Быбинцы — 7 чел.; - деревня Гаинцы — 81 чел.; - деревня Дымково — 0 чел.; - деревня Кленовое — 0 чел.; | - деревня Ключи — 0 чел.; - село Кырмыж — 82 чел.; - деревня Мерины — 14 чел.; - деревня Минеево — 2 чел.; - деревня Остров — 0 чел.; - деревня Пальник — 0 чел.; - деревня Плотники — 324 чел.; | - деревня Смолины — 24 чел.; - деревня Шандариха — 2 чел.; - деревня Шандары — 0 чел.; - деревня Шустенки — 0 чел.; - деревня Юнка — 2 чел.; - деревня Юфериха — 0 чел.; - деревня Ямное — 68 чел. |